# Tu ești minunată
Tu ești minunată (titlul original: în germană Du bist wunderbar) este un film de revistă german, apropiat genului muzical, realizat în 1959 de regizorul Paul Martin,  protagoniști fiind actorii Caterina Valente, Rudolf Prack, Dietmar Schönherr. Alaturi de Caterina Valente, în fim joacă și fratele mai mare al acesteia, Silvio Francesco.

## Conținut
Caterina este o croitoreasă simplă, care trăiește într-un port francez, unde cunoaște un marinar german din marina comercială. Romanța între ei însă nu durează mult pentru că Willi trebuie să plece mai departe pe întinsul mărilor. Rămasă singură, Caterinei nu-i rămâne altceva de făcut decât să viseze la atractivul tânăr. Timpul trece, dar el nu mai apare. Așadar, Caterina pleacă ea la Hamburg să-l caute. 
Aici, ea întâlnește pe căpitanul de marină Chris Behrens, de la care speră să primească ajutor în căutare. Dar totul e în zadar. Caterina, ca să aibă din ce trăi, începe să cânte într-un bar cu o formație. Însă nici urmă de Willi. Când Chris Behrens o vede pe scenă, se îndrăgostește de ea. Willi Schulz se întoarce dintr-o călătorie de pe mare, dar acesta este imediat trimis din nou de căpitan într-o altă misiune de durată. Acum, Chris are calea liberă iar Caterina își dă seama că acesta va fi un partener solid de viață pentru ea.

## Distribuție
- Caterina Valente – Caterina
- Rudolf Prack – căpitanul Chris Behrens
- Dietmar Schönherr – Willi Schulz
- Helen Vita – Helen
- Silvio Francesco – Jacques Lehmann
- Ljuba Welitsch – Yvonne Lehmann
- Trude Herr – Madeleine
- Gerd Frickhöffer – Otto
- Brigitte Mira – Madame Dupont
- Bruno W. Pantel – Marcel Ponelle
- Rudolf Vogel - Xaver Lehmann
- Hugo Lindinger - Metzger

## Melodii din film
Muzica filmului este semnată de Werner Müller iar textele aparțin lui Ralph Arnie, Ernst Bader și Curth Flatow.
Primele trei melodii sunt mereu reluate ca leitmotiv în film:
1. Oui, oui, oui (Giraud / Schwabach)
2. Es war in Porugal im Mai (Angelis / Marcucci, Göhler / Gahn) «7" EP Decca DX 2102» - împreună cu Silvio Francesco [1]
3. Ich weis alles von Dir (Colacrai / Bennett / Berman / Singleton / Rasch) - apărută în Musikverlag Fein
4. Sur le pont d'Avignon (Pierre Certon) - cu cor
5. Sweet-Sweetheart – împreună cu Silvio Francesco
6. Bongo Cha-Cha-Cha – împreună cu Silvio Francesco